# Секс-бомба
Секс-бо́мба (похідне від «секс» і «бомба»; англ. bombshell) — стереотипізований образ жінки з яскраво вираженою сексуальною зовнішністю, призначеною для створення шокуючого враження на публіку. Відноситься до гендерних стереотипів.
Сучасний більш уживаний відповідник — «секс-символ» (особливо, щодо відомих жінок).
Відповідно до стереотипу, зазвичай «секс-бомба» — це гіперсексуальна жінка з фігурою у формі пісочного годинника з великими грудьми, сексуальна приваблива, часто — блондинка, супермодель тощо.

## Походження терміна
За однією з версій, слово стали вживати в пресі після виходу на екрани в 1933 році однойменного фільму Віктора Флемінга з Джин Гарлоу в головній ролі. Але по-справжньому цим терміном світ зобов'язаний Риті Гейворт: під час операції «Перехрестя» було скинуто бомбу, названу Джільді: за назвою фільму за участю Гейворт. У США вислів спочатку вживався щодо голлівудських зірок, таких як Мерилін Монро.
Наприкінці 1960-х років використання терміна на Заході дещо зменшилося внаслідок ідеологічних конфліктів.

## Цікаві факти
У комедійному телесеріалі «Delta House» 1979 року роль 21-річної Мішель Пфайффер так і називається — The Bombshell.
У 2017 році вийшов документальний фільм «Bombshell: The Hedy Lamarr Story» про австрійсько-американську акторку та винахідницю Геді Ламар.